# Virtual Address eXtension
VAX è un'architettura hardware per sistemi a 32 bit sviluppata da DEC verso la metà degli anni settanta che supportava un set di istruzioni ortogonale e l'indirizzamento di pagine di memoria virtuale.
DEC fu successivamente acquisita dalla Compaq, la quale è stata a sua volta incorporata dalla Hewlett-Packard.
Il VAX veniva percepito come l'architettura CISC più raffinata, per via della vasta gamma di modi di indirizzamento disponibili e per le istruzioni, che includevano persino operazioni complesse, quali l'inserimento e la cancellazione nelle code e il calcolo polinomiale.

## Origine del nome
"VAX" era in origine l'acronimo dell'espressione in lingua inglese Virtual Address eXtension, dal momento che il VAX era visto come un'estensione a 32-bit della precedente architettura a 16-bit del PDP-11; le prime versioni dei VAX implementavano una modalità di funzionamento "compatibile" che emulava molte delle istruzioni del PDP-11. Le versioni successive abbandonarono tale modalità ed anche alcune delle istruzioni CISC meno utilizzate, a favore di un maggior utilizzo di microcodice o di emulazione da parte del software del sistema operativo.
Il microcodice sul VAX 11-750 e 780 era persino estensibile dall'utente finale essendo in parte su RAM, ed esempi di FFT mostravano miglioramenti di un fattore 10 nei confronti del normale codice CISC VAX.

## Sistemi operativi
I VAX potevano caricare diversi sistemi operativi, normalmente BSD UNIX o DECs VAX/VMS (anche il kernel Linux gira ancora oggi su qualche VAX). L'architettura del VAX ed il sistema operativo VMS erano frutto di una ingegnerizzazione e di uno studio per ottenere ciascuno il massimo vantaggio dall'altro, incluse sofisticate capacità di clustering, inizialmente su speciali bus CI ("Computer Interconnect") ma in seguito anche su Ethernet (LAVc, "Local Area VAXcluster").

## Storia

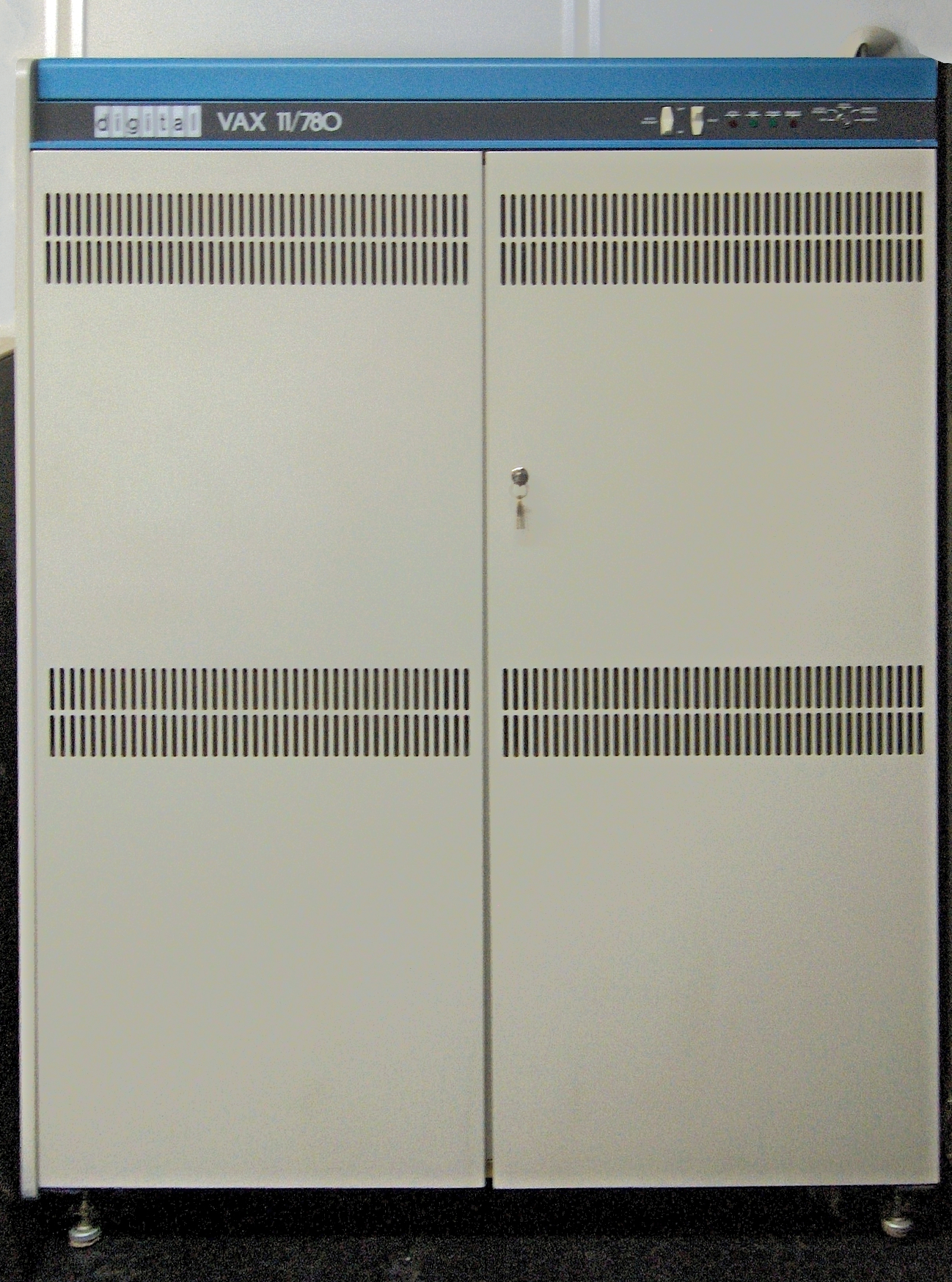
Un VAX 11/780

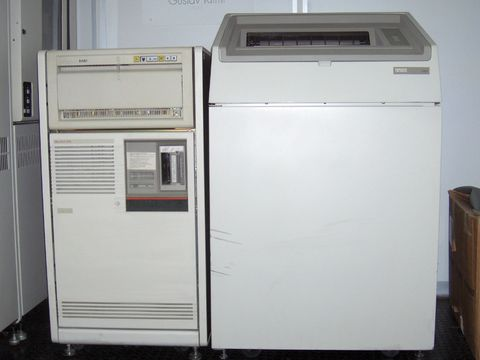
Un Microvax 3600 con stampante

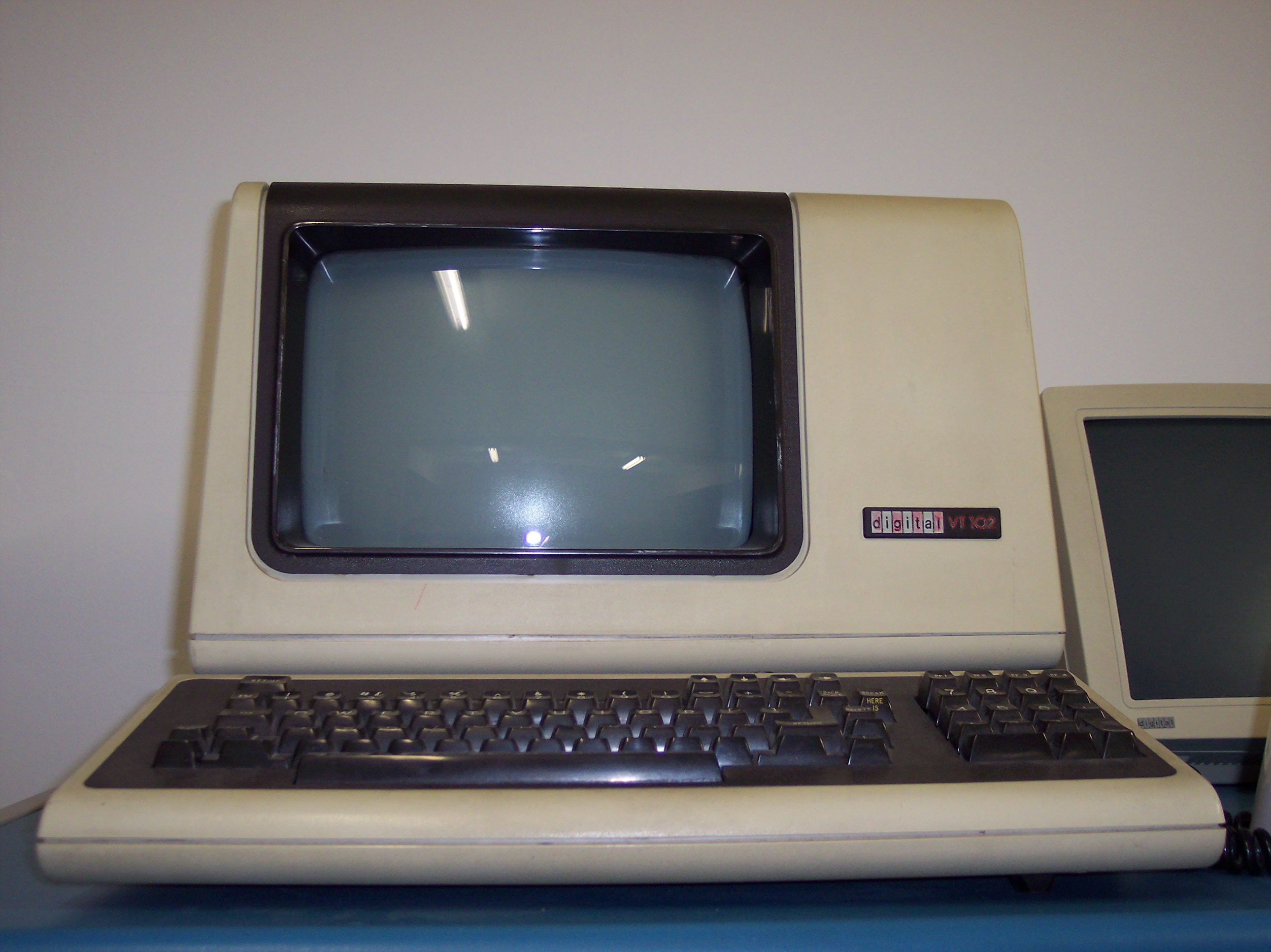
Un videoterminale per VAX 11/780

Il primo modello di VAX venduto sul mercato è stato il VAX 11-780, disponibile dal 1978. Furono costruiti diversi modelli, diversi per prezzo, prestazioni e capacità. I supermini VAX divennero molto popolari nei primi anni ottanta. Ancora nel 2001 esisteva un certo numero di VAX operativi e Compaq, a quel che si dice, continuava a costruire e vendere un limitato numero di nuove unità.
Per un periodo il VAX 11-780 è stato utilizzato come base per le misurazioni delle prestazioni delle CPU (i benchmark), dal momento che la sua velocità era di circa un MIPS. Ironicamente, però, il numero di istruzioni realmente eseguite in un secondo era di circa 500.000. Un VAX MIPS era la velocità di un VAX 11-780; un computer che lavorava a 27 VAX MIPS avrebbe permesso di eseguire lo stesso programma approssimativamente 27 volte più velocemente rispetto al VAX 11-780. All'interno della comunità Digital, il termine VUP (VAX Unit of Processing) era di utilizzo comune, dal momento che i MIPS non si prestavano bene per i confronti tra architetture diverse.
Il VAX è passato attraverso diverse implementazioni. Il VAX originale era realizzato con una tecnologia TTL e riempiva più di un armadio rack per una singola CPU. Implementazioni di CPU che consistevano di chip gate array ECL includevano le famiglie 8600, 8800 ed i mainframe della classe 9000. Implementazioni con CPU che consistevano di chip MOSFET appositamente realizzati includevano la famiglia 8100 e 8200. C'erano anche delle implementazioni con microprocessori che includevano il Microvax I, Microvax II, cvax e rigel. I microprocessori VAX permettevano di estendere l'architettura fino alle workstation più economiche. L'ampia gamma di piattaforme (dal mainframe alla workstation) che utilizzava una singola architettura era un fatto unico nell'industria informatica di quel tempo. 
Il processore VAX è stato sostituito nel 1992 dal DEC Alpha (in origine denominato AXP), un processore ad alte prestazioni, con architettura RISC a 64-bit che poteva permettere l'esecuzione di VMS, Tru64 (lo UNIX di DEC), Windows NT, FreeBSD/NetBSD/OpenBSD e GNU/Linux.

## Modelli della famiglia VAX
Nomi operativi tra parentesi.
Non-LSI VAX:
- VAX-11/780 ("Star")
- VAX-11/782 (Dual-processor /780)
- VAX-11/785 (Faster /780)
- VAX-11/750 ("Comet", più compatto, con minori prestazioni basato su gate array)
- VAX-11/730 ("Nebula", più compatto, con minori prestazioni bit slice)
- VAX-11/725 ("LCN", Nebula a basso costo)
- VAX 8600    ("Venus")
- VAX 8650    ("Morningstar", un 8600 più veloce)
- VAX 8500    ("Flounder", Mono-processore, deliberately-slowed 8800)
- VAX 8530    (Single-processor, less-slowed 8800)
- VAX 8550    ("Skipjack", 8800 Mono-processore, non espandibile)
- VAX 8700    (Nautilus mono-processore, espandibileto full 8800)
- VAX 8800    ("Nautilus", implementazione basata su Macrocell)
- VAX 9X00    ("Aquarius", VAX 9000 con raffreddamento ad acqua; mai consegnato)
- VAX 9000    ("Aridus", Aquarius raffreddato ad aria)
- VAX 8X00    ("Gemini", progetto di riserva in caso di insuccesso dello "Scorpio"; mai consegnato)

LSI VAX:
- MicroVAX/VAXstation-I ("Seahorse")
- MicroVAX-II/VAXstation-II ("Mayflower")
- MicroVAX-3100/VAXstation-3100
- VAX 8200/8300 (Mono- e doppio-processore "Scorpio")
- VAX 8250/8350 ("Scorpio" più veloce)
- VAX 62X0    ("CVAX")
- VAX 63X0    ("Calypso")
- VAX 64X0    ("Rigel")
- VAX 65X0    ("NVAX")
- VAX 7XXX    ("TBD")
- VAX XXXX    ("BVAX", High-end VAX; mai consegnato)

## Controversia sul marchio
VAX è anche il marchio di un aspirapolvere, inventato negli anni 1970 da Alan Brazier. Lo slogan pubblicitario era "Nothing sucks like a Vax" e il doppio senso del termine sucks, «aspira» o in slang «fa schifo», era spesso oggetto di facile ironia da parte degli utilizzatori dei computer VAX. 
Sono stati necessari diversi accordi legali tra la DEC e la VAX corporation sull'uso di tale marchio registrato. I termini dell'accordo riguardavano un contratto di non competizione tra le aziende — DEC si impegnava a non spostare il proprio business negli elettrodomestici e la VAX corporation non avrebbe intrapreso lo sviluppo di attività nel ramo dell'informatica. In tale contesto storico, quando molte erano le industrie elettroniche coinvolte nello sviluppo di grandi sistemi informatici, tale accordo è molto meno ovvio di quanto può sembrare a distanza di molti anni.